# ガイアガンダム
ガイアガンダム (GAIA GUNDAM) は、コズミック・イラ (C.E.) 年代を舞台とする「ガンダムSEEDシリーズ」のうち、テレビアニメ第2作として2004年 - 2005年に放送された『機動戦士ガンダムSEED DESTINY』を初出とする架空の兵器。「ガンダムシリーズ」で普及している人型ロボット兵器「モビルスーツ」 (MS)の1機で、作中の国家勢力のひとつであるプラントの軍事組織ザフトが開発した試作機群「セカンドステージシリーズ」に属する。有重力下での陸上戦闘を主体としており、同じザフト製MSの「バクゥ」に似た四足獣型モビルアーマー (MA) に変形する可変MSでもある。劇中冒頭で、敵側である地球連合軍特殊部隊の「ファントムペイン」に強奪され、「エクステンデッド」と呼ばれる強化人間のひとりステラ・ルーシェの搭乗機となる。のちにザフトに奪還されてからは第3勢力の「クライン派」の手に渡り、同派に所属するアンドリュー・バルトフェルドの搭乗機としてカラーリング変更などが行われる。
「ガイア」はギリシア神話に登場する地母神の名に由来し、土や大地そのものを指す言葉でもある。公式ウェブサイトや各種メディア記事、関連商品では「ガイアガンダム」と公称されるが、作中ではほかの同型機とともに固有名の「ガイア」のみが正式名となる。
メカニックデザインは大河原邦男が担当した。

## 設定解説
フリーダムやジャスティスなどのザフト製ファーストステージシリーズを踏襲したセカンドステージシリーズの1機。当シリーズには、「MSの性能にMAの特化性を融合させる」という発想にもとづいた変形機構が導入され、単機に複数の機能をもたせることで、 ユニウス条約にある「MS保有数制限」のクリアを目指している。そのほかの共通技術・機能として、高い防御力を発揮するヴァリアブルフェイズシフト装甲（VPS装甲）、パワーエクステンダーで強化されたバッテリー、外部からの電源供給によって戦闘時間延長を可能とするデュートリオンビーム送電システム（DBシステム）が採用されている。
本機の型式番号の「8」は「陸戦型四脚機体」を意味し、既存のバクゥ系より強化された四足獣型MA形態となることで、一撃離脱戦法や対艦戦、近距離戦などで高い運動性と悪路走破性を発揮する。また、各所に備えられた姿勢制御スラスターによって宇宙戦にも対応可能で、MS形態時でも系列機のカオスやアビスよりも軽量な機体を生かした中・近距離戦を得意とする。一方で、走破性を考慮した構造から大気圏内飛行能力は省略されている。
ザフト内では直系の後継機などは生産されず、系列機のインパルスをベースとした「ガイアインパルス」が机上案として提示された程度にとどまるが、地球連合軍では鹵獲した本機の量産型と呼べる「ワイルドダガー」が量産化される。

### 武装
MMI-GAU25A 20mmCIWS、MMI-GAU1717 12.5mmCIWS
それぞれMS形態時とMA形態時の頭部に2門ずつ内蔵された牽制・対地上掃討用実弾砲塔で、ほとんどのセカンドステージ機にも採用された共通火器。なおGAU25Aは、MA形態時に頭部が格納される都合上発砲不能となる。
MA-81R ビーム突撃砲
MA形態時の主力火器となる背部砲塔で、カオスの機動兵装ポッドに搭載されたものと同型。配置上射角は限られるが、MS形態でも使用可能。
MR-Q17X グリフォン2ビームブレイド
背部の姿勢制御ウイング前面に展開されるビームエッジ。バクゥ系の頭部ビームサーベルと同じく、敵をMA形態でのすれ違いざまに切り裂く装備で、対艦戦闘や敵機急襲で活用される。
MA-M941 ヴァジュラビームサーベル
アビス以外のセカンドシリーズ共通装備である、両腰の斬撃武装。手持ち装備ゆえにMS形態専用。
MA-BAR71XE 高エネルギービームライフル
セイバーが装備するMA-BAR70をベースに、特殊地形での機動戦を考慮して改修されている。MA形態時は右肩の固定砲となるほか、MS形態での不使用時はサイドスカートに懸架される。
MMI-RS1 機動防盾
表面に対ビームコーティングを施した携行式シールド。バクゥ系列が下方からの攻撃で腹部にダメージを受けやすかった反省点を踏まえ、MA形態時に腹部コックピットを保護する増加装甲となる。本機がクライン派に渡って以降は、機体側のVPS装甲とともに朱色に塗り替えられるが、これは新たなパイロットであるアンドリュー・バルトフェルドの個人的要望や嗜好が反映されたものとされる

### 劇中での活躍
ザフトの軍事工廠アーモリーワンからカオス、アビスとともに地球連合軍の第81独立機動群「ファントムペイン」によって強奪され、作戦に参加したエクステンデッド兵のステラ・ルーシェの搭乗機となる。
陸戦型でありながら宇宙でも変形機構を用いた戦術で高機動性を発揮し、地球降下後は本領となる地上戦でザフトのミネルバ隊に対抗する。ロドニアにある強化人間研究所付近の戦いでは、自身のブロックワードを聞いて暴走したステラの独断でミネルバに単身突撃し、インパルスとの戦闘で小破後は捕虜となったステラごとミネルバに収容される。
奪還された機体はプラント本国への移送中、クライン派の手引きでファクトリーに搬入され、OSの調整とラゴゥに似た朱色へのVPS装甲色変更を経てバルトフェルドに与えられる。クライン派母艦のエターナルがザフト艦隊の追撃を受けた際は迎撃のために出撃し、救援に駆けつけたキラ・ヤマトのストライクルージュと奮戦。ルージュの大破後は、キラがエターナル内に搭載された最新機ストライクフリーダムに乗り換えるまでの時間を稼く。映像上ではこれが唯一の戦闘場面となり、以降のバルトフェルドはエターナルの艦長職に専念する。
公式外伝の『機動戦士ガンダムSEED DESTINY ASTRAY』では、機体が強奪される直前までの運用試験時のエピソードが描かれ、この時点では女性のザフトレッドであるリーカ・シェダーがテストパイロットを務める。